# Rožmberská bašta
Rožmberská bašta je rybářská bašta, která se nachází severně od rybníka Rožmberk vedle sádek u obce Lužnice. Je jedinou dochovanou renesanční stavbou tohoto druhu v České republice a byla postavena v roce 1587. Zemědělský dvůr Rožmberská bašta je památkově chráněna od roku 1958 a 1. srpna 2002 byla Rožmberská rybniční soustava společně s baštou prohlášena za národní kulturní památku.

## Historie
Rožmberská rybářská bašta byla postavená v roce 1587, o čemž dokládá letopočet na sgrafitech jižního a východního průčelí. Při vypracování plánu přestavby bašty v roce 1860 bylo venkovní schodiště zrušeno a nahrazeno vnitřním a od současného stavu se liší pouze vstupem z kouta hlavní obytné místnosti. V těsném sousedství bašty byla postavena kamenná stavba bobrovny, která sloužila od roku 1866 k odchovu bobrů v zajetí. Další letopočet 1877 na jižním průčelí dokládá obnovu sgrafit na všech průčelích bašty. Zřejmě až na počátku 20. století došlo ke zrušení původní kuchyně, na jejím místě byla zřízena předsíň s nově proraženým hlavním vstupem do objektu a nástupem na schodiště do patra. Pravděpodobně ještě před polovinou 20. století zde byla jihozápadně v blízkosti bašty stodola, která byla přestavěna na obytný domek baštýře. V 90. letech vyhořela hospodářská budova. Při opravě byla opatřena novým zvýšeným krovem a zcela byly odstraněny všechny detaily fasád, pocházející zřejmě z doby výstavby.

## Popis
Pravidelně řešený objekt byl vystavěn jako dvojtrakt na mírně obdélném půdoryse s delší osou přibližně v západovýchodním směru.  Jedná se o zděný patrový objekt charakteru menší panské rezidence. Jeho reprezentativní charakter dotváří sgrafita. Na třech stranách je kvádrování, gotické a renesanční vlysy, štítky s lvíčkem, růžice, zvířata, květiny a jiné ozdoby. Objekt má kamenné základy, zdivo z keramických pálených cihel, stropy jsou dřevěné trámové (respektive povalové). Původně byl zřejmě izolovaný, pouze při jeho severní straně se mohly už od počátku nacházet drobné hospodářské stavby. Mezi baštou a hrází Rožmberka se zřejmě rozkládaly rozlehlé sádky obdobně jako je tomu dodnes. Poněkud zvýšená poloha na hraně nevýrazného terénního zlomu nad korytem řeky Lužnice se sádkami objekt chránila před rizikem záplav. Před západním (vstupním) průčelím objektu procházela cesta od hráze Rožmberka do nedaleké vsi Lužnice. 